# 佐治亚州参议院
佐治亚州参议院（英語：Georgia State Senate）是美国佐治亚州议会的上議院，共有56名议员，每届任期2年。参议院议长由副州長兼任，副州長不在時則由臨時議長主持議事；现任参议院议长为共和黨籍的伯特·瓊斯。